# José Pedro Leitão
José Pedro Leitão (Aveiro, 25 de Maio de 1979) é um contrabaixista português, celebrizado como contrabaixista do grupo Deolinda.

## Biografia
Licenciou-se em Engenharia Civil pelo Instituto Superior Técnico da Universidade Técnica de Lisboa.
Foi contrabaixista do grupo Lupanar, do qual foi membro fundador. Com esse mesmo grupo, gravou um CD ("Abertura" de 2005) e participou num álbum de homenagem a Carlos Paredes.
Participou ainda num trio de jazz chamado Tricotismo.
Desde 2006 integra o grupo Deolinda como contrabaixista.
É casado com a cantora Ana Bacalhau, que também integra o mesmo grupo..

## Projectos
- Deolinda (2006-)
- Tricotismo (2003- 2006)
- Lupanar (2001-2006)